# Кола де моно
Кола де моно (исп. Cola de mono, colemono, или колемоно) — алкогольный коктейль родом из Чили, приготовленный из молока, кофе, крепкого алкоголя, сахара и специй (корицы, гвоздики, ванили и апельсиновой цедры). Обычно его употребляют в период Рождества и Нового года, подавая с чилийской выпечкой пан де паскуа (исп.).

## Происхождение и этимология
В чилийском словаре Diccionario de chilenismos y otras voces y locuciones viciosas (1901) Мануэль Антонио Роман указывает: «Cola de mono — как здесь его называют, без сомнения, из-за цвета, который он принимает, напиток, состоящий из агуардиенте, кофе и молока». В «Записках по истории чилийской кухни» (1943) историк Эухенио Перейра Салас пишет: «Хуана Флорес, создатель «колы де моно», вариации традиционных пуншей на молоке с алкоголем, с добавлением кофе и ванильной эссенции, умер [...] в его любимом районе Пласа Альмагро, в его уютном и очаровательном уголке [...]». В книге «Чилийский лингвистический фольклор» (1981) фольклорист Оресте Плат утверждает, что его создал муж Хуаны Флорес, Фермин Рикельме Кармона, который расстроился, когда его назвали «cola de mono», а не «colemono», как он назвал его.
Существует несколько теорий происхождения его названия.
По одной из них всё дело в этикетках бутылок, в которых напиток изначально разливался и продавался. Это были бутылки Anís del Mono из Испании, очень популярные в Америке, на этикетке которых была изображена обезьяна с длинным хвостом.
Другая версия указывает на политическое использование слова cola, «хвост», «в хвосте», которым в Чили называют кандидата, проигравшего выборы. После президентских выборов 1901 года, когда Педро Монтт потерпел поражение от Хермана Риеско, сторонники последнего пошли праздновать победу Риеско и «кола де Монтт» в кафе-мороженое на улице Сан-Пабло. Хозяин заведения подал свой фирменный напиток, заключающийся в добавлении алкоголя в уже растаявшее кофейное мороженое. Название напитка, получившего тогда название «кола де Монтт», превратилось в «кола де моно».
Ещё одна история связана с президентом Педро Монттом (1906-1910), которого его близкие прозвали Эль Моно Монтт (исп. El Mono Montt). По словам историка Белармино Торреса Вергары, однажды, когда президент Монтт проводил вечер со своими друзьями в доме Филомены Кортес и её четырех дочерей, он попросил передать ему пистолет Кольт, когда он уходил. Поскольку шёл сильный дождь, и никто не хотел, чтобы президент уходил, они заявили, что не могут найти револьвер, и убедили его продолжить вечеринку. Поскольку вина и ликёры у них закончились, они смешали бренди и сахар с кофе с молоком. Напиток, имевший большой успех, получил название «Colt de Montt» (имея в виду револьвер), а затем переродился в «col'e mon», «colemono» и, наконец, «cola de mono».

## Приготовление
В Чили для приготовления коктейля используют крепкий дистиллят под названием агуардиенте (исп. aguardiente, буквально — «горящая вода»). Это тип дистиллированного алкогольного напитка из различного сырья, в Испании, Португалии и странах Латинской Америки, который содержит от 29 % до 60 % алкоголя. Молоко кипятят с сахаром и приправами. Кофе растворяют в малом количестве горячей воды и добавляют к молоку перед снятием с огня, остужают. Как только смесь будет холодной, добавляют агуардиенте или писко (можно заменить крепким напитком типа водки), перемешивают и процеживают. Подают сильно охлажденным. Есть и более густой вариант коктейля, для этого сахар заменяют на сгущёнку или дульсе де лече.